# Avenida José Pardo (Chimbote)
La Avenida José Pardo o la Avenida Pardo es una de las principales avenidas de la ciudad de Chimbote, en el Perú. Se extiende a lo largo del distrito homónimo a lo largo de más de 40 cuadras. Su trazo es continuado por la avenida Pacífico en el distrito de Nuevo Chimbote.
Se anunció la construcción de una ciclovía entre la avenida Aviación hasta el estadio Centenario.

## Origen del nombre
El nombre de la avenida fue adoptado el 6 de diciembre de 1906 en agradecimiento luego de que el presidente José Pardo y Barreda promulgara la ley 417 que creó el distrito de Chimbote.

## Recorrido
Se inicia en la avenida Industrial. En sus primeras cuadras acoge a una gran cantidad de negocios e instituciones, que la convierten en un importante eje comercial.

## Galería

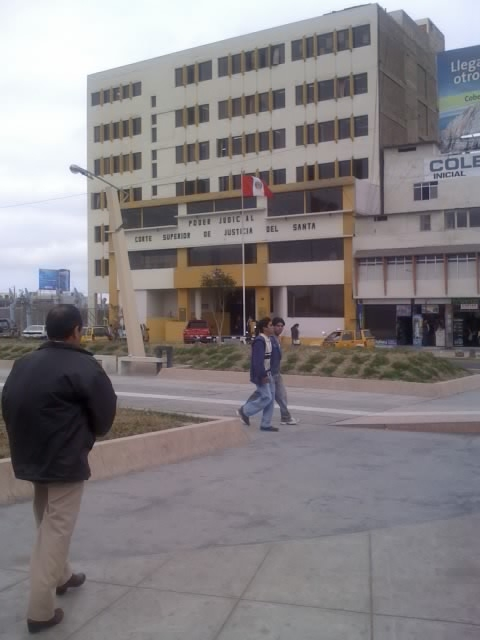
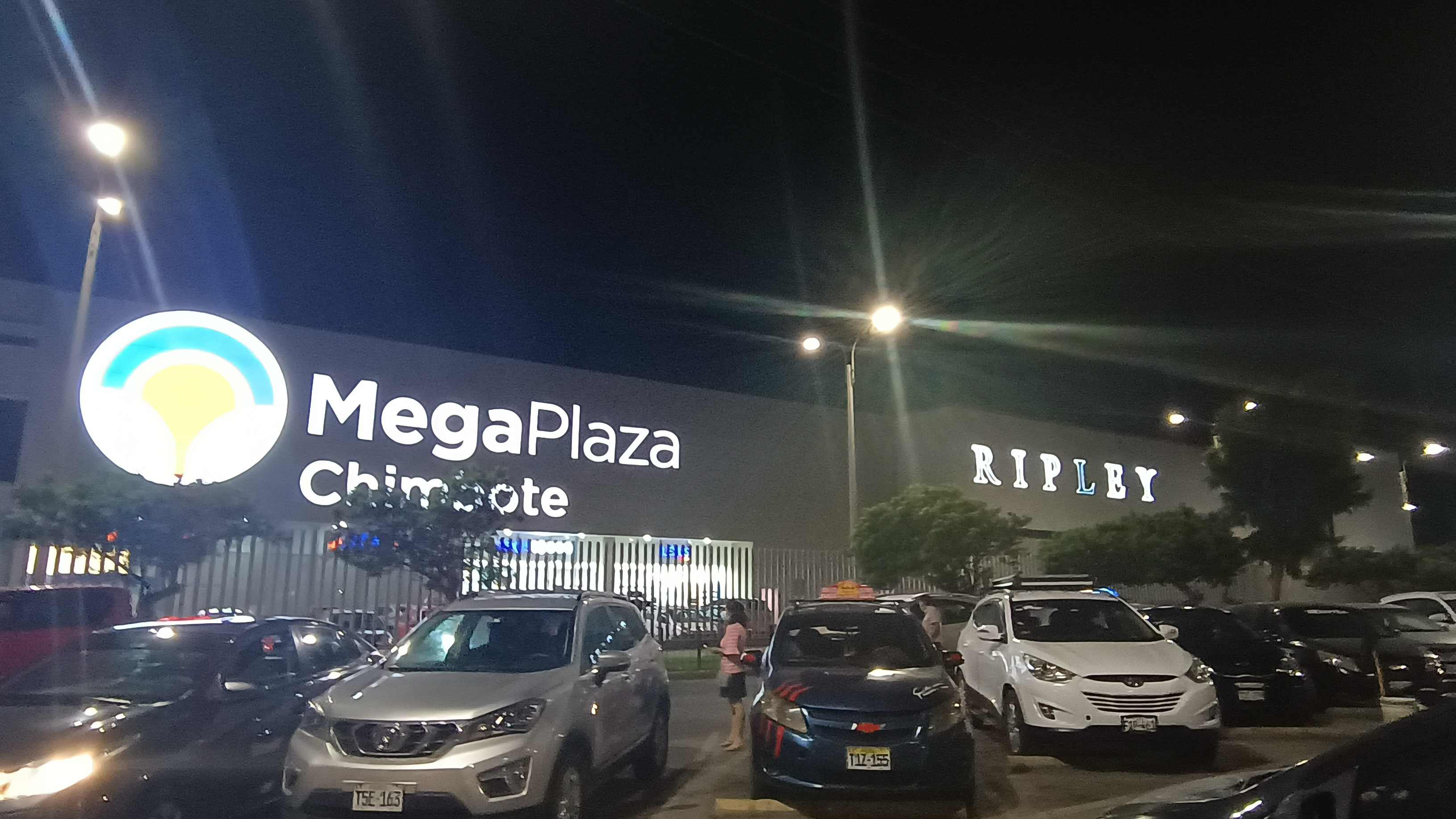